# Вахдат
Вахда́т (тадж. Ваҳдат) — місто республіканського підпорядкування в Таджикистані, центр Вахдатської нахії.

## Назва
Місто засноване 17 вересня 1927 року як Янгібазар, центр Янгібазарського району. 3 квітня 1936 року поселення було перейменоване в Орджонікідзеабад. 3 липня 1965 року поселення отримало статус міста. Після отримання Таджикистаном незалежності, з 25 грудня 1991 року місто стало називатись Кофарніхон (від назви річки Кафірніган). 7 квітня 2003 року місто було перейменоване в сучасну назву.

## Населення
Населення міста становить 54,4 тис. осіб (2022), 45 тисяч станом на 2009 рік, 44000 на 2010 р. Більшість мешканців — таджики, а також узбеки, росіяни та представники інших національностей. Окрім того до складу міста входить 170 кишлаків, які об'єднують 30 тисяч сімейних господарств з населенням 359,8 тисяч людей.

## Розташування
Місто розташоване в Гісарській долині, на річці Кафірніган, за 21 км на схід від столиці Таджикистану — Душанбе. І межує з містами та районами Нурек, Рудакі, Айні, Рашт, Дарбанд, Файзабад, Дангара, Яван. Місту підпорядковуються сусідні кішлаки Кіпчок, Рохаті та Яккаталь. Місто розташовано на злитті двох річок Кафірніган Сіміганч, у південній частині протікає річка Іляк.

## Клімат
Клімат міста помірно континентальний і сильно залежить від висоти над рівнем моря, до 1500 метрів літо жарке, зима не дуже холодна, середня температура липня 20–25 ℃, січня від 0 до -5 ℃), річні опади складають 700—900 мм.

## Промисловість
В місті працюють такі підприємства — ремонтно-механічний завод, завод з виробництва запасних частин, 2 консервних заводи, НКФ «Сітора», АТ «Ганч», підприємства «Пахта», «Зарфсоз», комбінат «Вторсировина», друкарня.

## Культура
У місті є парк культури і відпочинку Ісмоіла Сомоні, Палац культури, Краєзнавчий музей, Амфітеатр

## Спорт
Футбольний клуб «Хайр» представляє місто у чемпіонаті Таджикистану. Домашні ігри проводить на однойменному стадіоні який вміщає до 8000 вболівальників. У чемпіонаті Таджикистану виступає з 2010 року.

## Відомі особистості
- Ішкулов Еміль Шамільович — командувач 80ОДШБр, народився в цьому місті 6 червня 1987 і мешкав до 5-ти років [6].